# Jean-Jo Roux

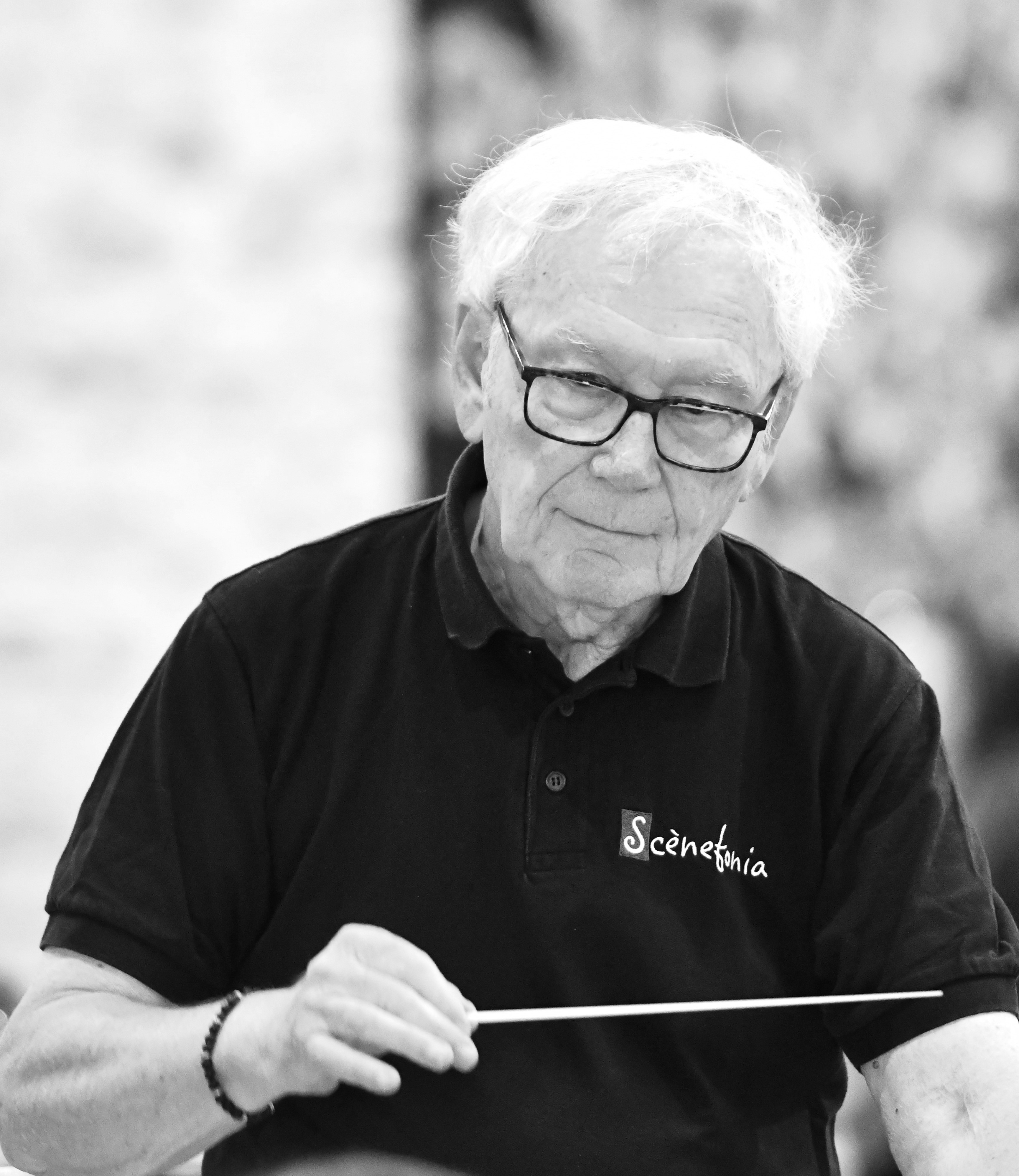
Jean-Jo Roux im Jahr 2022

Jean-Joseph „Jean-Jo“ Roux (* 13. Juli 1946 in Saint-Philbert-de-Grand-Lieu bei Nantes) ist ein französischer Komponist, Dirigent und Pädagoge.

## Leben
Sein erster Kontakt zur Musik und zur Orgel erfolgte in der sechsten Klasse im Zuge eines Musikkurses. Die Orgel wurde zu seinem Lieblingsinstrument, auf dem er neben der klassischen Literatur auch das Improvisieren lieben lernte. Neben der Orgel entdeckte er seine Begeisterung für den Chor und gründete in der zehnten Klasse, wenige Jahre nach seinen musikalischen Anfängen, seinen eigenen Chor.
Nach zwei Auslandsjahren in Algerien schrieb sich Jean-Jo Roux in der Orgelklasse André Isoirs am Konservatorium von Angers ein. Anschließend studierte er an den Universitäten von Tours und Paris, wo er die Prüfungen „CAPES“ und „Agrégation“ (vergleichbar mit dem deutschen Staatsexamen) im Fach Musik ablegte. Es folgten Dirigierkurse bei Jean-Sébastien Béreau und Ernst Schelle.
Jean-Jo Roux unterrichtete lange Zeit am Gymnasium David d’Angers, wo er im Jahr 1983 nach seiner Ankunft ein Sinfonieorchester gründete. Mit seinem Jugendorchester, das bis zu 75 Musikerinnen und Musiker zählte, trat er Konzertreisen um die ganze Welt an: Es kam zu Konzerten und Partnerschaften mit Ensembles in Peking, Shanghai, Suzhou, Bamako, New York, Dallas, Houston, Montréal, Stockholm, Berlin, Krakau und weiteren Städten. Neben seiner pädagogischen Arbeit widmete sich Jean-Jo Roux der Komposition verschiedener Werke, darunter liturgische Werke sowie zahlreiche sinfonische Werke kurzer Dauer, die er seinem Orchester widmete. Er gründete weitere Chöre in Anjou und moderiert musikalische Sendungen bei den Radiosendern Angers 101 und RCF-Anjou.

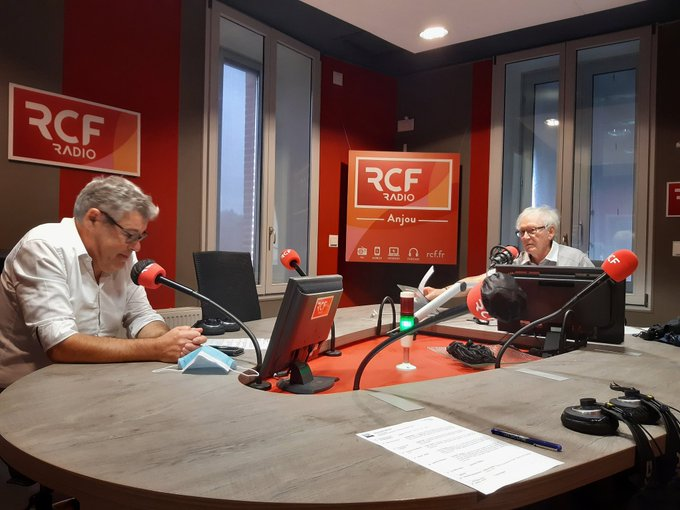
Jean-Jo Roux während einer Radiosendung

Nach seiner Pensionierung im Jahr 2007 gründete der Dirigent ein neues Orchester namens „Scènefonia“ (Wortspiel aus frz. „scène“ für „Bühne“ und „symphonie“ für „Sinfonie“), das heute 55 Amateur- und Profimusiker umfasst.
Seit 2007 leitet er eine jährlich stattfindende, an Jugendliche gerichtete Orchesterakademie in Cap d’Ail bei Monaco.
In seiner Tätigkeit als Komponist publiziert er insbesondere für seine Chöre und Orchester. Sein Werk umfasst über 50 sinfonische Werke kurzer Dauer, circa 100 liturgische Werke, zwei Requiems, ein Magnificat, mehrere Kantaten, vier Oratorien sowie eine Oper. Le cantique des cantiques, ein Werk für Chor, Sinfonieorchester und drei Solisten, wird am 3. und 4. Juni 2023 im Theater von Angers von Scènefonia uraufgeführt. Die Inszenierung wird zeitgenössisch gestaltet.
Jean-Jo Roux wurde am 21. Februar 2001 zum Chevalier des Arts et Lettres und am 23. Juli 2010 durch den damaligen französischen Kulturminister Frédéric Mitterrand zum Officier des Palmes académiques ernannt.

## Werkverzeichnis in Auszügen
Kantaten:

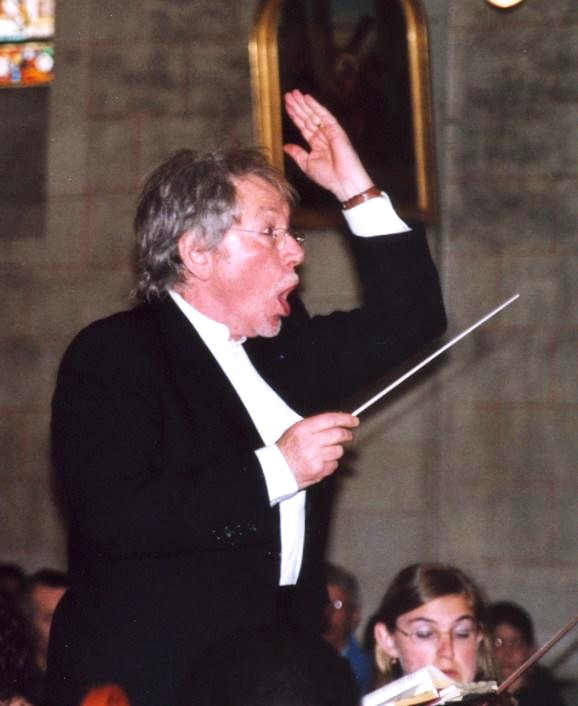
Aufführung des Requiems von W.A. Mozart im Jahr 1990

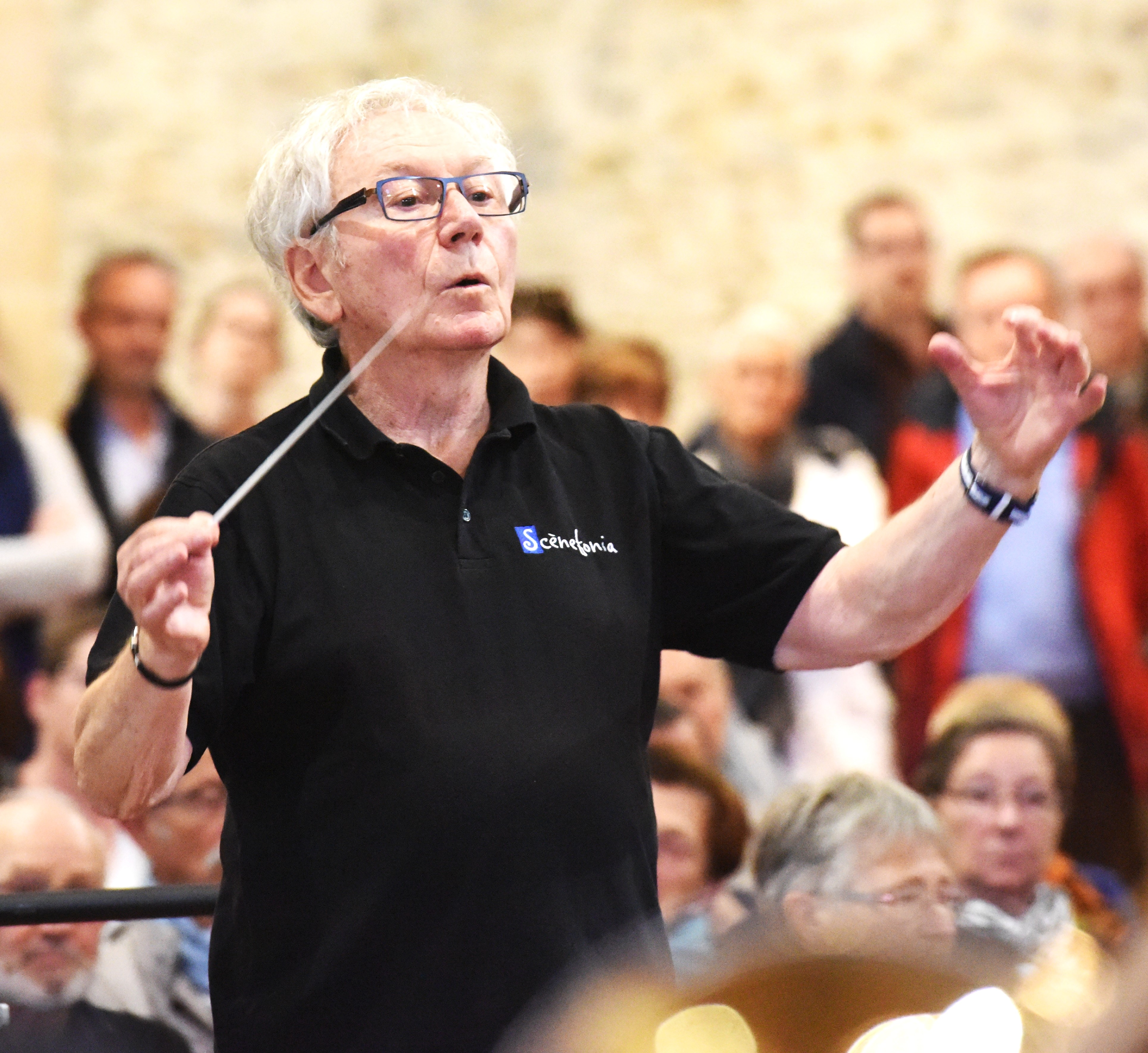
Der Dirigent bei einer öffentlichen Probe im Jahr 2018

- Naturae cantus, op. 152, 2000 – für Chor und Orchester
- Voleurs d'enfance, op. 154, 2001
- Mon pays de demain, op. 158, 2002 – für Solisten, Chor und Orchester

Liturgische Werke:
- 5 Messen
- Laissez-vous emmener par l'Esprit, op. 51, 1982
- Alléluia de St Augustin, op. 23, 1978

Opern:
- Les amants de Galerne, op. 239, 2013

Oratorien:
- Le sang du Loup, op. 78, 1987 – für Solisten, Chor und Orchester
- Tir Na Nog, op. 97, 1992
- Paco & Sido, op. 196, 2005
- Pressimja, op. 270, 2014
- Le Cantique des cantiques, op. 111, 1994 – für Solisten, Chor und Orchester

Sakrale Musik:
- Requiem Ego sum, op. 83, 1988
- Ave Maria, op. 137, 1999
- Magnificat, op. 162, 2003
- Veni créator spîritus, op. 274, 2016

Sinfonische Werke:
- Chung Kuo Mong, op. 124, 1997 – Solokonzert
- Danses de Salomé, op. 153, 2001
- Yaëlle & Juan, op. 166, 2004 – für Orchester, chinesische Flöte und Bombarde
- Thâ Skémya, op. 275, 2016 – für Chor und Orchester
- Carillon de vie, op. 281, 2018
- Théramis, op. 293, 2019 – für Orchester und Theremin
- Balladenn-Coat, op. 301, 2021
- Danse de Mahanaïm, op. 299, 2021